# Tré Cool
Frank Edwin Wright III (Frankfurt am Main (Duitsland), 9 december 1972), beter bekend als Tré Cool, is een Amerikaans drummer die sinds 1990 lid is van de Amerikaanse punkrockband Green Day.

## Biografie
Frank Edwin Wright III werd geboren in Frankfurt, West-Duitsland, als zoon van Frank Edwin Wright Jr. en Linda Wright. Hij woonde in Willits (Californië), met zijn vader en oudere zus Lori. Hij heeft Duitse afkomst en zijn vader was helikopterpiloot tijdens de oorlog in Vietnam. Wrights naaste buur was Larry Livermore, die destijds de zanger was van de punkband The Lookouts. Toen Wright 12 was, rekruteerde Livermore hem als drummer van The Lookouts en Tre nam de naam "Tré Cool" aan, waarbij hij zowel het Franse woord "très" (wat "zeer" betekent) als het Engelse woord "cool" als een manier gebruikte. om te zeggen dat hij "erg cool" was. Trey was al de bijnaam van Wright vóór de toevoeging van 'Cool'.
Toen de drummer van Green Day, John Kiffmeyer, de band verliet, rekruteerde de groep Tré Cool als hun drummer. In zijn tweede jaar stopte Tré Cool met de middelbare school en koos hij voor een GED. Hij begon lessen te volgen aan een plaatselijke gemeenschapsschool, maar zou weer afhaken toen de band een meer tijdrovende prioriteit werd. Gedurende deze tijd overwoog de band uit elkaar te gaan omdat het lang duurde om te wennen aan het spelen met Tré Cool.

De vader van Tré Cool was ondersteunend en reviseerde een boekenmobiel om de band te vervoeren. Hij zou later zeggen: "Ik zag ze van een stel kinderen naar een groep muzikanten met arbeidsethos gaan", en voegde eraan toe: "Tijdens hun eerste of twee tournees was het meer een feest dan iets anders. Ik krab nog steeds aan mijn hoofd en zeggen: 'Hoe hebben ze het in godsnaam gehaald?' Ze oefenden hier in mijn woonkamer - veel van de nummers die ze op Dookie deden. Je hoort het samenkomen en je verwacht niet dat mensen het gaan kopen. Maar als het gebeurt, zeg je gewoon, 'Wauw, dat is zo cool.'" 
- Gemeinsame Normdatei: 1135441170
- International Standard Name Identifier: 0000 0003 7255 7695
- Library of Congress Control Number: n2007003315
- MusicBrainz: 0dcee02c-5d2c-4f5c-9d60-d58a4df32d9e
- Nationale Bibliotheek van Tsjechië: xx0075408
- Virtual International Authority File: 53594672
- WorldCat: E39PBJjCMxMMrg46KkKHrYWFKd

## Persoonlijk leven
Tré Cool is meerdere keren getrouwd geweest en heeft drie kinderen: een dochter genaamd Ramona, met zijn eerste vrouw Lisea Lyons, en een zoon genaamd Frankito, met zijn tweede vrouw Claudia Suarez. In 2014 trouwde hij met Sara Rose, met wie hij nog steeds samen is.
Cool woont momenteel in Californië, waar hij zich buiten zijn carrière met Green Day bezighoudt met allerlei creatieve projecten en liefdadigheidswerk.